# HARTアドベンチャーセンター
HARTアドベンチャーセンターとは宮島でのシーカヤック体験、湯来でアウトドア体験をおこなっている団体。

## 概要
HARTアドベンチャーセンターの意味は、Hart Adventure Resort Trailの略。2004年に設立された。
2006年からシーカヤック体験を始めており、宮島島内の古い町家を利用した艇庫や、宮島島内の西の松原から出発し、世界遺産宮島の厳島神社を海上から参拝するツアーを行っている。